# Barkarby (stacja kolejowa)
Barkarby – stacja kolejowa systemu Pendeltåg, na Mälarbanan, w Gminie Järfälla, w regionie Sztokholm, w Szwecji. Posiada peron wyspowy z halą biletową na południowym krańcu z wejściem do tunelu dla pieszych. Dzienna liczba pasażerów zimą wynosi 3 900 osób.
Oryginalna stacja powstała w 1878. W związku z rozbudową Mälarbanan stacja została przesunięta o 250 m na północ i zbudowano dworzec autobusowy.

## Linie kolejowe
- Mälarbanan